# أولمبياد الشطرنج ال16

شعار اولمبياد الشطرنج 1964

أولمبياد الشطرنج لعام 1964 المقامة في فارنا هي النسخة ال16 لأولمبياد الشطرنج. تنضم البطولة برعاية الإتحاد الدولي للشطرنج الذي ينظم العديد من الفعاليات لتعزيز شهرة الشطرنج حول العالم. أُقيمت البطولة بين ال 2 من كانون الأول و25 كانون الأول في تل أبيب في أسرائيل.
الفريق السوفيتي المكون من ست أساتذة كبار بقيادة بطل العالم بتروسيان كانوا الأوفر حظاً للفوز وبالفعل حققوا المدالية الذهبية لتكون السابعة على التوالي التي يفوز بها الاتحاد السوفيتي. وحصلت يوغسلافيا على الميدالية الفضية وألمانيا الغربية على المدالية البرونزية.

## التقسيم
عدد الفرق المشاركة كانت 50، تم تقسيمها إلى سبع مجموعات في كل مجموعة 7 إلى 8 فريق. أعلى اثنين فرق من كل مجموعة يتاهل إلى النهائي A. الفرق في المراتب الثالثة والرابعة من كل مجموعة تتاهل إلى النهائي B. والخامسة والسادسة تتاهل إلى النهائي C. والباقي يتأهل إلى النهائي D. كل المباريات لعبت بطريقة دورة روبن.

## الفائزون
1. الاتحاد السوفيتي
2. يوغسلافيا
3. ألمانيا الغربية
4. هنغاريا
5. تشيكوسلوفاكيا
6. الولايات المتحدة
7. بلغاريا
8. رومانيا
9. الأرجنتين
10. كندا
11. إسبانيا
12. إسرائيل